# Hisaichi Ishii
 (mars 2015).
Si vous disposez d'ouvrages ou d'articles de référence ou si vous connaissez des sites web de qualité traitant du thème abordé ici, merci de compléter l'article en donnant les références utiles à sa vérifiabilité et en les liant à la section « Notes et références ».
Hisaichi Ishii (いしい ひさいち, Ishii Hisaichi) est un mangaka né à Tamano (Japon), le 2 septembre 1951.
Il est notamment connu pour sa série Mes voisins les Yamada, adaptée en film d'animation par Isao Takahata et produit par le Studio Ghibli en 1999, sous le titre d’origine.

## Biographie

### Jeunesse
Peu d’informations sur sa jeunesse sont connues, sauf qu’il aimait déjà beaucoup l’univers des BD. Ishii Hisaichi est très discret sur sa vie et n’accorde que peu d’interviews. 
En 1970, il entre, à 19 ans, à l'Université du Kansai. En s’inscrivant dans le département de sociologie, il adhère en même temps au club de la « Société des amis des mangas ». En même temps que ses études, Ishii Hisaichi a déjà la passion du dessin et un œil satirique sur ces contemporains.
En 1972, il se fait remarquer par le journal Nikkan Arubaito Jôhô, journal très lu par les étudiants. Il était LE quotidien des petites annonces, du travail temporaire et des petits emplois pour les jeunes. Dans ce journal, Ishii dessine des personnages toujours à la recherche de petits boulots, autant qu’il s’intéresse à leur vie dans l’université et à ses difficultés. Ishii fut lui-même dans ce cas, ce qui lui donna l'idée de la bande dessinée. La série se nomme Oh ! Baito-kun. Par manque de place autant que par choix, Ishii Hisaichi raconte leurs aventures dans le format dit en 4 cases ou Yonkoma manga.
À sa sortie de l’université, en 1977, l’auteur n’est déjà plus un inconnu. Ses histoires connaissent presque partout de bonnes critiques dans la presse. Grâce à son travail, le format en yonkoma manga redevient à la mode et plaît. Restant dans la même veine des histoires à 4 cases, Ishii sort alors d’autres séries d’humour. 
En 1979, il dessine la série Ganbaré Tabuchi–kun qui raconte les déboires et la vie difficile d’un joueur de baseball au sein du championnat japonais. Sujet à la mode, il prend pourtant le contre-pied des séries de l’époque. Au lieu de raconter les aventures héroïques d’un joueur encore en activité, qui cherche la perfection ou le succès, il préfère le rendre bien plus humain et plus proche des gens. Toujours fatigué, de mauvais caractère, essayant d’en faire le minimum et entouré par des personnages hauts en couleur, il est l’archétype du joueur moyen. Néanmoins, à travers les traits un peu grossiers du personnage de Tabuchi, il brosse une satire du monde du sport et des médias. Cette recette comique, facile à saisir et pourtant souvent fine dans la critique, connaît le succès. Les histoires puis les tomes s’enchaînent, tandis que les propositions affluent de plus en plus. Tabuchi, le personnage de papier, devient plus célèbre que son alter ego réel et connaît même sa propre série animée.

### Mes voisins les Yamada
Durant la même période, il commence la création de plusieurs autres séries. La plus connue, et celle qui reste encore son plus grand succès, est la série des Ojamanga Yamada-kun en 1980, publié en français sous le titre Mes voisins les Yamada. Dans ces Histoires de la famille Yamada, Ishii Hisaichi raconte toutes les petites manies, défauts et autres petites méchancetés des Japonais. À travers un humour souvent très piquant et parfois loufoque, il essaye de faire ressortir la dureté de la famille japonaise qui, malgré sa modernité apparente, reste encore fortement ancrée dans la tradition. Le succès public, surtout chez les enfants, est rapide et sans précédent pour l’auteur. C’est la consécration. La famille est rapidement adaptée en une série animée et la chanson du générique résonne dans la tête de nombreux enfants japonais. 
Dès l’année suivante, en 1982, sort une autre série d’Ishii sur le monde des sumos et de la compétition (qu’il avait déjà commencé à faire dès 1979). Puis viendra le tour, quelques années plus tard, d’une série sur les guerriers sous l'ère Edo. Pastichant l’éternelle guerre entre les bushis et les ninjas, il n’hésite pas à montrer le ridicule des images traditionnelles de cette époque. Entre des guerriers imbus d’eux-mêmes et des ninjas maladroits, les personnages ne cessent de mettre à mal leurs images de héros mystiques. Le premier volume ne sortira qu’en 1985, il y a en effet souvent un décalage entre la création d’une série pour une revue et sa publication dans un recueil. Chaque fois, même si la recette comique reste la même, l’auteur réussit à innover et à saisir les caractères et les particularités de l’univers qu’il décrit.
Il est récompensé, à l’âge de 34 ans, par le Prix Manga lors du 31e Bungeï shunjû en 1985, juste après son mariage au mois d’avril. Très populaire et reconnu, il reste un fou de travail. Il dessine plusieurs séries en même temps, supervise les séries animées pour la télévision, accepte des projets de longs métrages, puis un jeu vidéo, sans compter des participations diverses et variées.
Il commence, en 1990, à s’orienter vers d’autres séries, mais aussi d’autres sujets. Avec Watashiwa nekodearu, il raconte les déboires littéraires d’un écrivain en panne d’inspiration. Il s’intéresse de plus en plus au monde politique et économique de son pays. La série Mondaî Gaîro, dont le premier volume sort en 1992, est le fruit de son travail dans l’édition du soir du journal Yukan Fuji. De nombreuses séries de ce type jalonneront son parcours, preuve d’un homme très attentif à la situation de son pays, mais ayant envie d’en informer le public. Peu à peu son style évolue et ses personnages se font de plus en plus attachants. Cherchant peut-être à casser l’image d’un comique parfois à outrance dans ses séries, il décide de reprendre la famille Yamada, mais en la faisant évoluer. En 1993, il commence la publication des Tonari no Yamada-kun dans l'édition très sérieuse du matin du journal quotidien Asahi Shimbun.
La série de Mes voisins les Yamada est très différente en de nombreux points par rapport à l’ancienne. Les dessins sont moins caricaturaux et plus proches de la réalité. Les caractères surtout ont évolué : les histoires ne sont plus basées uniquement sur les défauts des personnages ni sur leurs bêtises. On sent chez l’auteur une certaine nostalgie et une nouvelle approche de la famille. Les histoires, qui restent comiques, sont teintées de petites réflexions et de mélancolie. On rit autant qu’on se sent proche des problèmes de Takashi, Matsuko, Shige, Noboru, Nonoko et de leur chien Pochi.
À travers cette famille, Ishii Hisaichi nous présente les difficultés et les problèmes de tous les jours du vivre ensemble au Japon. Il fait entrer les Yamada au cœur de la vie active, dans leurs tracas quotidiens, bien plus que dans la première version. Les problèmes de générations, les relations dans le couple, l’éducation des enfants, les problèmes de voisinage, la peur de l’avenir, le monde du travail ou encore la vie politique deviennent des thèmes récurrents. Éclipsant le succès de la première version de la famille Yamada, Ishii réussit à faire quelque chose de nouveau sans se laisser aller à la facilité. 
Quelques années plus tard, en 1997, il préfére prolonger l’histoire des Yamada par celle de la petite Nonochan et de sa vie à l’école. La série nous place dans le point de vue de la cadette Yamada quand elle regarde le monde qui l’entoure. Souvent comique, elle énonce des réflexions simples mais intéressantes sur notre propre façon de vivre. 
En 1999, Isao Takahata, connaissant la série depuis des années, demande de pouvoir adapter la famille Yamada pour le grand écran, au sein du Studio Ghibli. Souhaitant respecter l’œuvre originale, il utilise les nouvelles techniques pour donner aux spectateurs l’impression de voir les dessins vivre et s’extraire de leurs petites cases. Enthousiasmé par le projet, Ishii Hisaishi donne son accord et la production commence rapidement. Takahata rassemble alors quelques-unes des meilleures histoires des Voisins les Yamada comme base de travail. Nous suivons alors, au gré des saisons, la vie de la petite famille avec ses réflexions et ses petits soucis quotidiens. Nostalgie d’une certaine idée de la famille japonaise typique, le film permet à l’auteur d’être connu en dehors de son pays. Succès d’estime tout d’abord, il apparaît comme une sorte d’ovni au sein des longs métrages d’animation. Son graphisme proche du coup de crayon, les personnages terriblement attachants de la famille Yamada et l’ambiance particulière qui s’en dégage séduisent, peu à peu, un grand nombre de personnes.
Continuant les aventures de Nonochan dans la presse, Ishii Hisaichi supervise aussi l’adaptation TV. La série papier reçoit d’ailleurs le Prix Tezuka pour la meilleure œuvre de compilation de l'année en 2003. Ishii Hisaichi dessine aussi de nouvelles séries avec des sujets parfois surprenants, comme celle sur Hillary Clinton par exemple. Grâce à sa collaboration avec les Studios Ghibli, Ishii voit de nombreuses rééditions de ses œuvres, mais il a aussi la possibilité parfois de les prolonger. Ainsi, une série de 2004 se centre sur le chien Pochi et sa manière de voir le monde des hommes. Bourreau de travail, il crée de nouvelles histoires sur un site Web (conçu en 2002) ou dépoussière quelques-unes comme Baito-kun ou C.N.N.

## Distinctions
En 2003, le mangaka reçoit le Grand Prix de l'Association des auteurs de bande dessinée japonais.